# 加尔默罗会修道院 (布拉格)

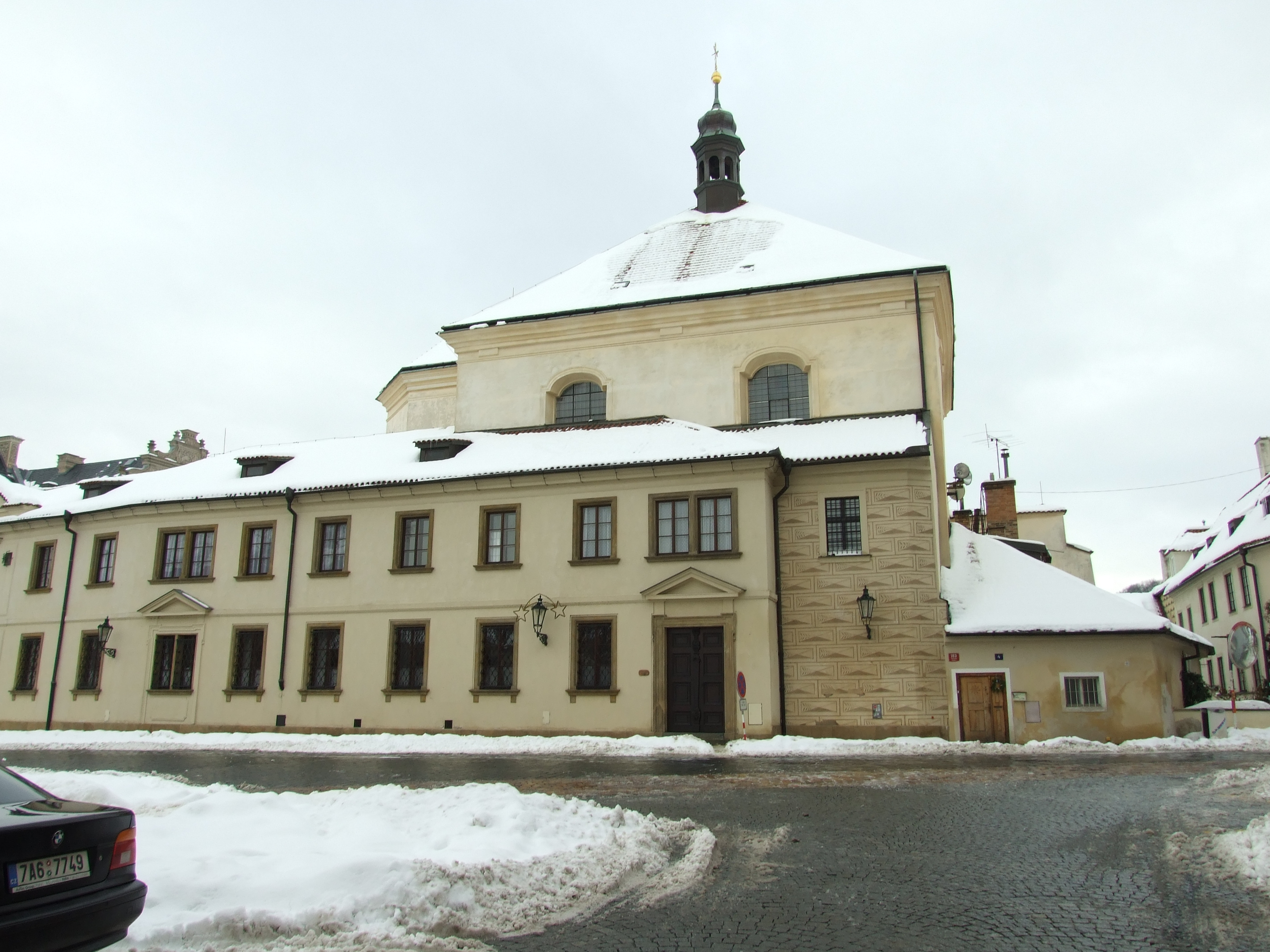
圣本笃教堂，修道院的一部分

加尔默罗会修道院（Klášter bosých karmelitánek）是布拉格的一座巴洛克修道院，位于城堡区，城堡广场西南侧。
修道院的所在地，曾经是诗人Bohuslav Hasištejnský z Lobkovic的房子。皇帝约瑟夫二世关闭了修道院，但他的继任者利奥波德二世恢复了修道院，并捐赠给加尔默罗会。
1950年，共产党强行取缔天主教修会，整个修道院被改建为豪华酒店，招待共产党的头面人物。从1985年至1991年进行了修复。1992年，恢复为原来的用途。
修道院的圣本笃教堂曾是城堡区的本堂区圣堂，18世纪归属修会。目前圣本笃教堂恢复了定时的弥撒，向公众开放。